# Torhaus Seedorf

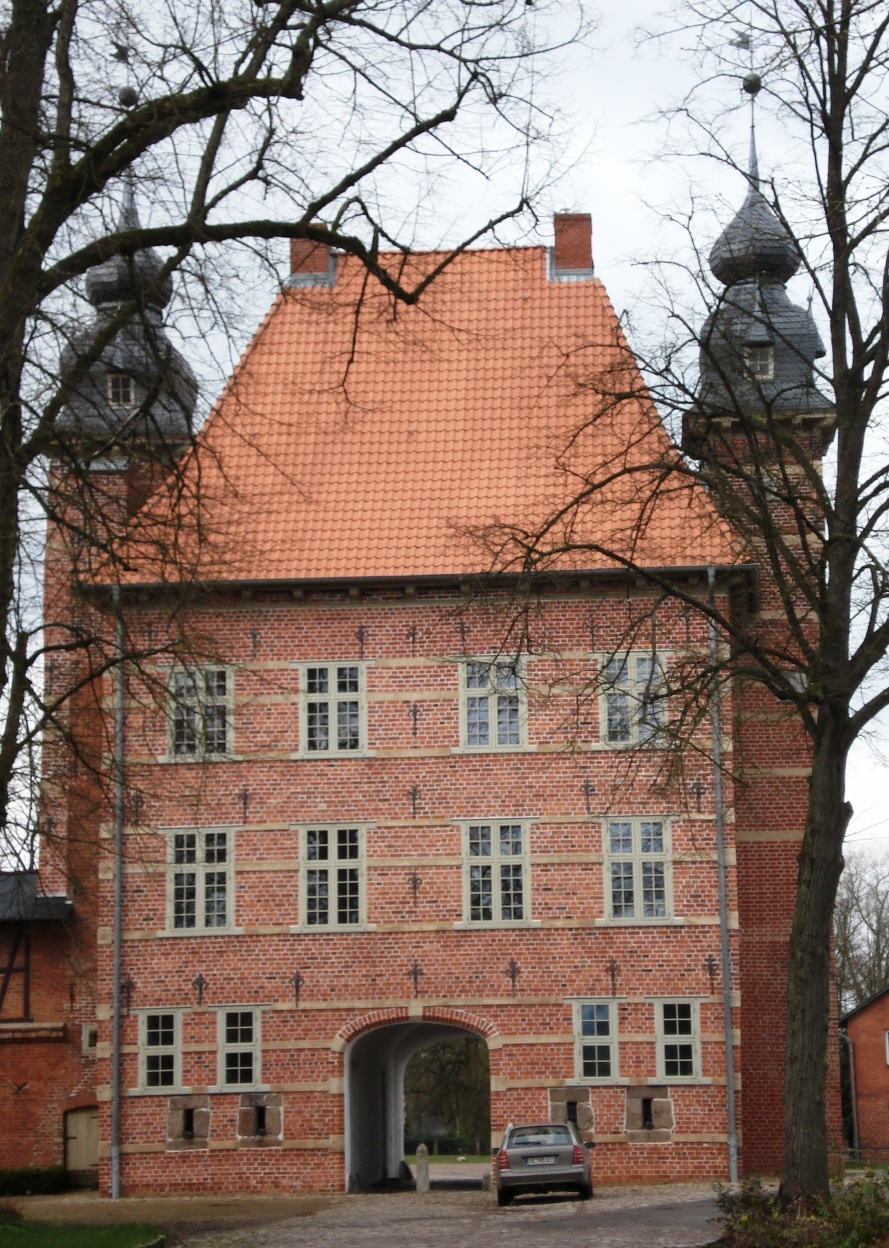
Das Torhaus in Seedorf (Vorderseite)

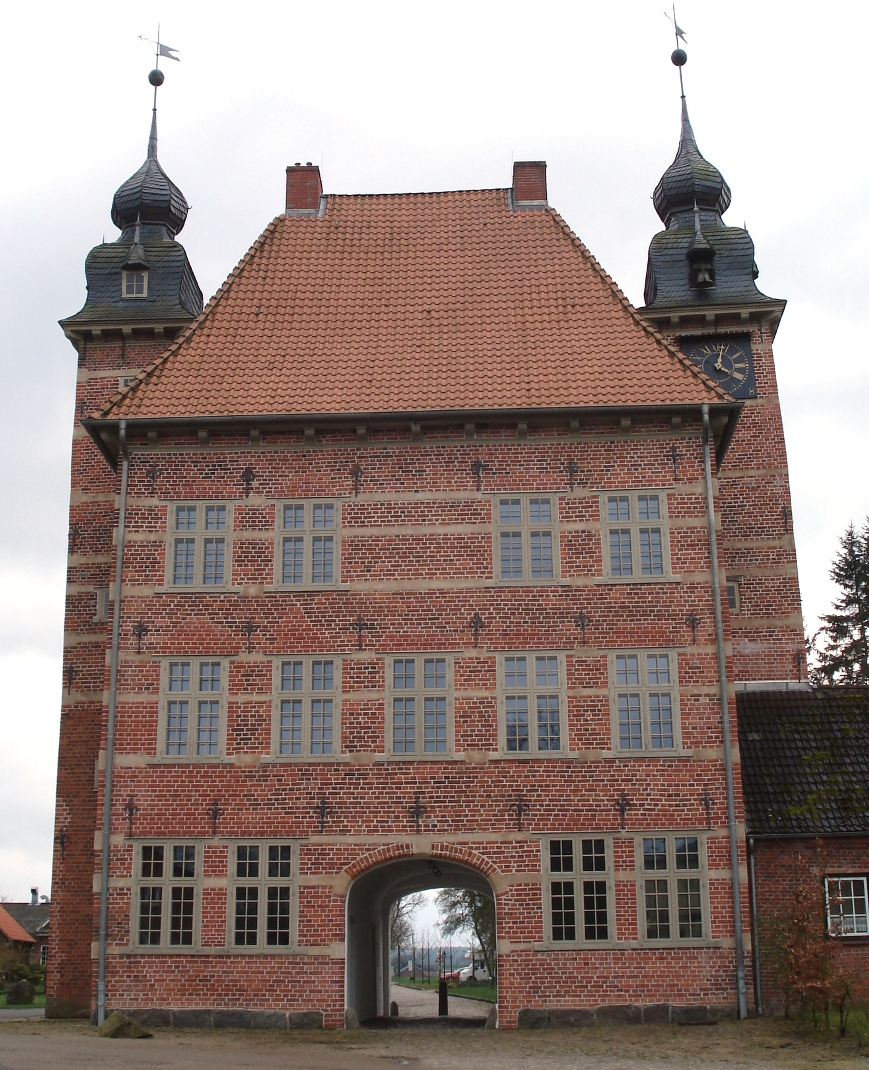
Das Torhaus in Seedorf (Rückseite)

Das Torhaus Seedorf ist ein Torhaus in der Gemeinde Seedorf im Kreis Segeberg in Schleswig-Holstein.
Das Torhaus wurde 1583 im Stil der niederländischen Spätrenaissance als Bestandteil der Befestigungsanlage des Gutes Seedorf erbaut.
Das Gebäude besteht aus dem eigentlichen Torhaus, das seinerseits von zwei Türmen flankiert wird. Errichtet wurde es aus Ziegelsteinen – die Fassade ist mit Fenstereinfassungen und Gesimsen aus Sandstein gegliedert und weist zahlreiche Zieranker auf. Das dreigeschossige Torhaus hat ein mit Dachziegeln gedecktes Walmdach, die Türme haben mit Schiefer gedeckte Turmhelme.
Auf der Vorderseite hat das Torhaus im unteren Geschoss vier Schießscharten aus Granit, in denen sich kleine Kanonen befinden.
1929 wurde das Torhaus unter Denkmalschutz gestellt und ging in den Besitz der Gemeinde Seedorf über. Es ist Bestandteil des Wappens der Gemeinde Seedorf.
1963 bis 1968 und 2000 bis 2002 wurde das Torhaus umfassend renoviert. Heute wird es für Veranstaltungen, als Museum sowie als Standesamt, Archiv und Büro genutzt.

## Quellen

Das Torhaus im Wappen der Gemeinde Seedorf